# Anthony Morse
Anthony Perry Morse (Ithaca, Nova Iorque, 21 de agosto de 1911 – 6 de março de 1984) foi um matemático estadunidense, que trabalhou com análise, especialmente teoria da medida, e fundamentos da matemática. É conhecido como co-criador, juntamente com John Leroy Kelley, da teoria de conjuntos de Morse-Kelley. Esta teoria apareceu a primeira vez em forma impressa em General Topology de Kelley. A versão própria de Morse apareceu mais tarde em A Theory of Sets.
Não confundi-lo com Marston Morse, conhecido por desenvolver a teoria de Morse.

## Formação e carreira
Obteve um PhD em 1937 na Universidade Brown, orientado por Clarence Raymond Adams, com a tese Convergence in Variation and Related Topics. Após dois anos no Instituto de Estudos Avançados de Princeton foi professor da Universidade da Califórnia em Berkeley, onde exceto por duas interrupções trabalhou o resto de sua vida com matemática.
Dentre seus alunos de doutorado constam Herbert Federer, Woodrow Wilson Bledsoe e Maurice Sion.